# Соломін Петро Михайлович
Петро́ Миха́йлович Соло́мін (рос. Пётр Миха́йлович Соло́мин; 25 червня (7 липня) 1839, Яранськ, Вятська губернія, Російська імперія — 6 (18) липня 1871, там само) — російський поет і педагог, чиновник системи освіти. Один з відомих поетів Вятської землі XIX століття.

## Біографія

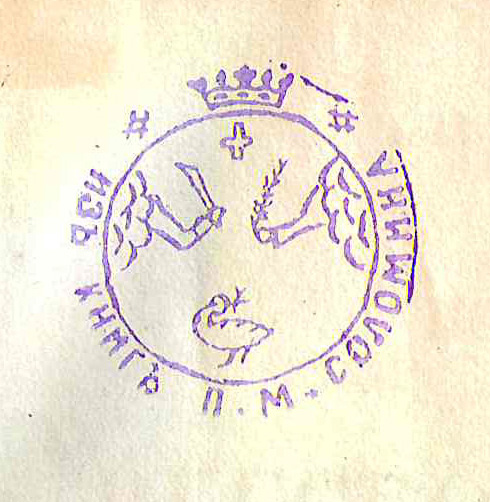
Власниковий книжковий штамп (екслібрис) П. М. Соломіна

Рід Соломіна походив із хрещених в XVIII столітті свиязьких татар. Закінчив Вятську гімназію (1852—1857). За указом Вятської казенної палати № 1283 від 21 лютого 1858 відпущений в чиновники. Учитель XII класу, викладав російську мову в Яранському повітовому училищі (на 1860-1871). Колезький секретар (1866—1867). Колезький асесор (1870). Надвірний радник (1871). Друкувався в основному в Вятських губернських відомостях. Похований на Вознесенському кладовищі в Яранську.

## Сім'я та діти
- Батько — Михайло Никифорович Соломін (1808—1858), яранський міщанин.
- Брат — Микола Михайлович Соломін (1834—1882), маляр-іконописець.
- Дружина — Марія Миколаївна Левашова.
  - Дочка — Лідія (1863—1893).
    - Онук — Микола Азарійович Вадіковський, автор унікальної рукописної праці «Історія Яранська»[1].
- Онук брата — Микола Олександрович Соломін (1896—1936) — радянський державний і партійний діяч.
- Онук брата — Павло Михайлович Соломін (1897—1968), радянський лікар, педагог і діяч у галузі охорони здоров'я.
- Праправнук брата — Олександр Володимирович Соломін (нар. 1980), російський генеалог і етнолог.